# 藤原由規
藤原 由規（ふじわら よしのり、1961年 - ）は、日本の医師、大学教授。

## 概要
兵庫県加古郡出身、滝川高等学校卒業、兵庫医科大学医学部卒業。
24歳より医師として活動し、消化器、消化管を専門領域とする。
2007年より兵庫医科大学医学部講師、2010年より近畿大学医学部講師、2019年より近畿大学大学病院准教授、川崎医科大学医学部教授。2009年、ASCO Awardを受賞。
2017年には記事が山陽新聞のMEDICAに掲載され、癌の兆候と検診を受け早期に発見をし、治療をするということの重要性が述べられた。